# Damiano d'Africa
Damiano d'Africa è stato un soldato romano martirizzato per la sua fede cristiana, citato nel Martirologio Geronimiano e nel Martirologio Romano, il cui culto come santo per la Chiesa cattolica è riportato il 12 febbraio.
Molto probabilmente non è mai esistito storicamente.

## Storia
In alcuni codici del Martirologio Geronimiano, il Bernense ed il Wissemburgense, il luogo del martirio del santo è indicato generalmente come Africa, mentre nel codice Epternacense, viene specificata Alessandria d'Egitto. Scarnissima la biografia: Damiano era un soldato romano martirizzato per la sua fede cristiana. Alcuni dei codici lo affiancano ad altri due personaggi, due bambini, Modesto ed Ammonio, probabilmente correlati al martire in una passio andata perduta.
Lo studioso Hippolyte Delehaye ipotizzò un'identificazione del santo con il fratello di Cosma, anche se i due martiri furono medici. Tale interpretazione fu suggerita dalla dedicazione da parte di Giustiniano della Basilica di Santi Cosma e Damiano ad Attilia, in Panfilia, proprio il 12 febbraio.
Una fonte tarda e storicamente assai poco attendibile, il Libro della Cavatta dal 1739 - 1760, riporta una storia del martire redatta nel 1744 dal sacerdote Pietro Francesco de Comitibus per giustificare la traslazione del corpo santo da Roma a Fara. 
Secondo la narrazione, Damiano sarebbe stato un soldato romano di stanza in Africa al tempo del sovrano vandalo Trasamondo. Questi ordinò il martirio di Damiano il 12 febbraio del 504, in un luogo non lontano da Cartagine. Il suo corpo, sepolto da altri cristiani, sarebbe poi stato traslato da «...un comandante di corte - in Italia - dopo un lungo viaggio per terra e per mare» e deposto nella Catacomba di Calepodio, a Roma.
Questa invenzione letteraria è all'origine dell'indentificazione del martire africano con il corpo santo traslato da Roma a Fara.
Infatti tra il 1647 ed il 1650 il martire venne traslato dalla catacomba romana e donato, su mandato del vescovo Alessandro Vittrizio, tramite il sacerdote don Francesco Maria Solari alla comunità di Fara Novarese (NO).
Le reliquie furono sistemate nella Chiesa Parrocchiale dei Santi Martiri Fabiano e Sebastiano. Un secolo dopo, nel 1745, venne realizzato, di fianco alla chiesa e in connessione con essa, lo Scurolo di San Damiano: una cappella di pianta quadrata sopraelevata con, al centro, l'urna contenente le ossa del martire ricomposte e vestite da soldato romano.

## Culto

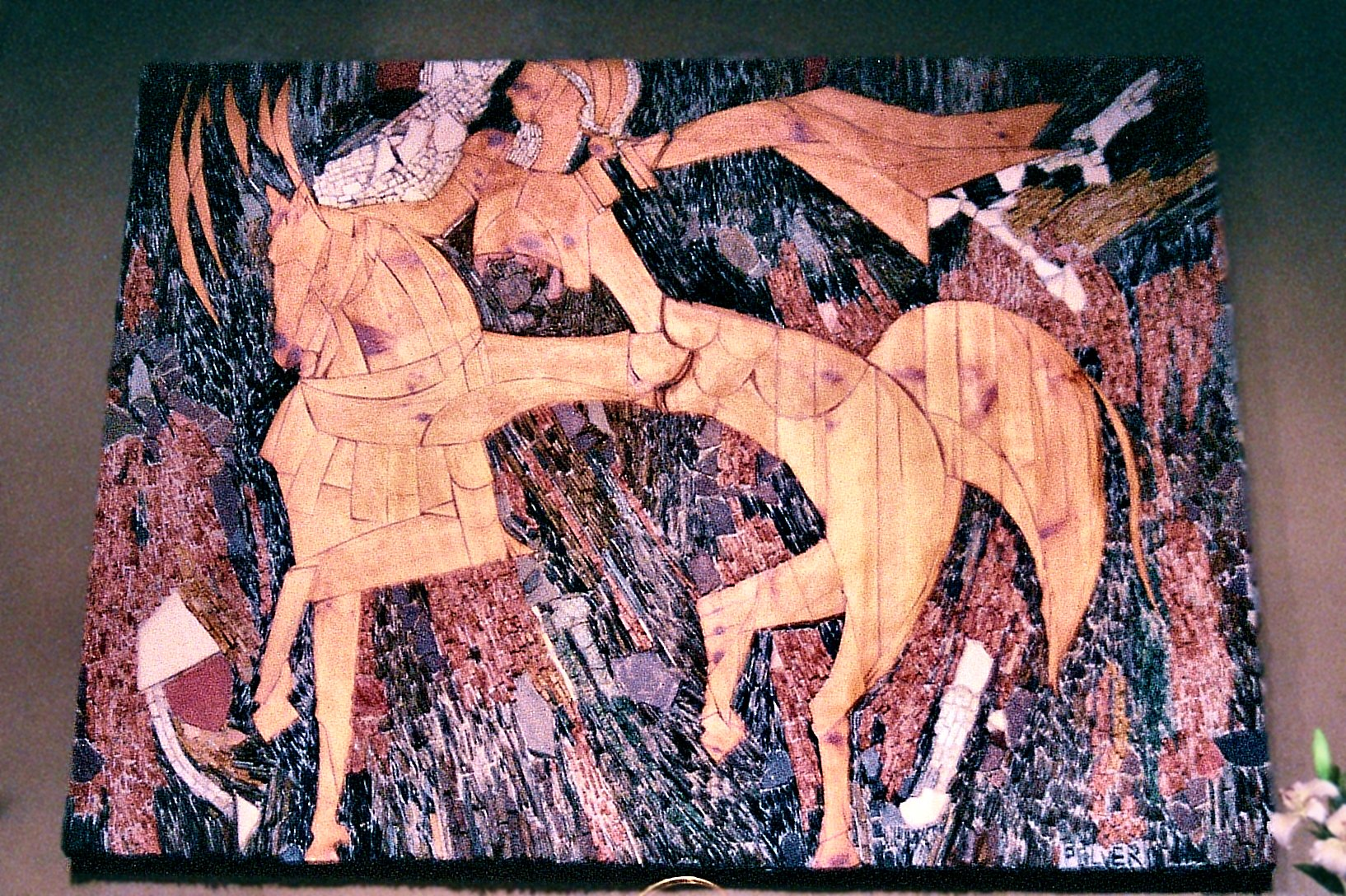
Bruno Polver, San Damiano. Mosaico ed intarsio ligneo. Fara Novarese, Santi Fabiano e Sebastiano.

San Damiano viene festeggiato dalla comunità di Fara Novarese il 12 febbraio, giorno del dies natalis, e la prima domenica di luglio, in ricordo dell'arrivo delle reliquie nel paese.
Di particolare interesse i festeggiamenti di quest'ultima data. In particolari anni, nel 1787, nel 1802, nel 1903, e successivamente a scadenza venticinquennale, la celebrazione estiva di San Damiano è stata affiancata da particolari festeggiamenti, che hanno previsto anche la processione dell'urna del santo per le strade del paese e la costruzione di numerose fontane lungo il percorso. L'ultima festa di San Damiano è avvenuta nell'agosto 2003.